# Giorgio Faldini
Giorgio Faldini (ur. 10 kwietnia 1912 w Tunisie, zm. 1 sierpnia 2000 w Genui) – włoski florecista, złoty medalista mistrzostw świata.
Podczas mistrzostw świata w Paryżu w 1937 roku (oficjalnie zawody tego cyklu rozgrywane są pod tą nazwą dopiero od 1937) Włosi w składzie: Giorgio Bocchino, Manlio Di Rosa, Giorgio Faldini, Gustavo Marzi, Giuliano Nostini i Renzo Nostini zdobyli złoty medal we florecie drużynowym. Był to jego jedyny medal w zawodach tego cyklu.
Po zakończeniu kariery był międzynarodowym sędzią. Był między innymi członkiem jury w turniejach floretowych na igrzyskach olimpijskich w Rzymie w 1960 roku.